# 米良 (布拉干萨)
米良 (布拉干萨)是葡萄牙布拉干萨区的一个堂区。总面积28.21平方公里，总人口205人，人口密度7.3人/平方公里。